# Aristolochia boosii
Aristolochia boosii är en piprankeväxtart som beskrevs av J.A. Panter. Aristolochia boosii ingår i släktet piprankor, och familjen piprankeväxter. Inga underarter finns listade i Catalogue of Life.